# Susanna Agnelli
Susanna Agnelli (ur. 24 kwietnia 1922 w Turynie, zm. 15 maja 2009 w Rzymie) – włoska polityk, przedsiębiorca, parlamentarzystka, minister spraw zagranicznych i eurodeputowana.

## Życiorys
Była wnuczką Giovanniego Agnellego, założyciela firmy motoryzacyjnej FIAT, a także siostrą Gianniego Agnellego, głównego akcjonariusza tego koncernu. W okresie II wojny światowej służyła jako pielęgniarka na statkach szpitalnych organizowanych przez Czerwony Krzyż, m.in. w Tobruku.
W 1945 została żoną arystokraty z Piemontu, Urbana Rattazziego, z którym mieszkała m.in. w Argentynie. Małżonkowie mieli sześcioro dzieci, ich związek w pierwszej połowie lat 70. zakończył się rozwodem. Susanna Agnelli wydała w tym czasie swoją autobiografię, zatytułowaną Vestivamo alla marinara, która okazała się krajowym bestsellerem.
Karierę polityczną rozpoczęła jako burmistrz w Monte Argentario, stanowisko to zajmowała w latach 1974–1984. W latach 80. pełniła funkcję podsekretarza stanu w Ministerstwie Spraw Zagranicznych w rządach, którymi kierowali Bettino Craxi, Giovanni Goria, Ciriaco De Mita i Giulio Andreotti. Należała do Włoskiej Partii Republikańskiej. Z jej ramienia zasiadała w Izbie Deputowanych VII i VIII kadencji (1976–1983) oraz Senacie IX i X kadencji (1983–1992). W latach 1979–1981 jednocześnie była członkinią Parlamentu Europejskiego I kadencji.
Od stycznia 1995 do maja 1996 sprawowała urząd ministra spraw zagranicznych w technicznym rządzie Lamberta Diniego, będąc pierwszą w historii kobietą na tym stanowisku.
W 1996 odznaczona Krzyżem Wielkim Orderu Zasługi Republiki Włoskiej.